# Американски смоци
Американските смоци (Drymobius) са род влечуги от семейство Смокообразни (Colubridae).
Таксонът е описан за пръв път от австрийския зоолог Леполод Фицингер през 1843 година.

## Видове
- Drymobius chloroticus
- Drymobius margaritiferus
- Drymobius melanotropis
- Drymobius paucicarinatus
- Drymobius percarinatus
- Drymobius rhombifer